# Горан Максимовић (стрелац)
Горан Максимовић (Јагодина, 27. јул 1963) је бивши српски и југословенски стрелац, специјалиста за малокалибарску и ваздушну пушку. Освајач је златне медаље на Олимпијским играма у Сеулу 1988. у дисциплини ваздушна пушка на 10 метара.
Учествовао је на 5 Летњих олимпијских игара у периоду од 1984 — 2000. године и наступио под три различите заставе (Југославије, МОК-а и СЦГ). Поред тога, освајао је медаље на Европским првенствима и Медитеранским играма.
По завршетку такмичарске каријере био је селектор репрезентација Југославије/СЦГ, Грчке, Србије, Ирана, а од 2018. године је селектор Јапана. Отац је освајачице сребрне медаље у стрељаштву на Олимпијским играма у Лондону 2012. Иване Максимовић.